# Văliug
Văliug – wieś w Rumunii, w okręgu Caraș-Severin, w gminie Văliug. W 2011 roku liczyła 741 mieszkańców. 